# Cagayancillo
Cagayancillo é um município de  sexta classe de renda municipal (d) na província de Palauã, nas Filipinas. De acordo com o censo de 1 de maio  de  2020 possui uma população de 6 884 pessoas e 1 367 domicílios.